# Fabels van Aesopus

Aesopus moralisatus, 1485

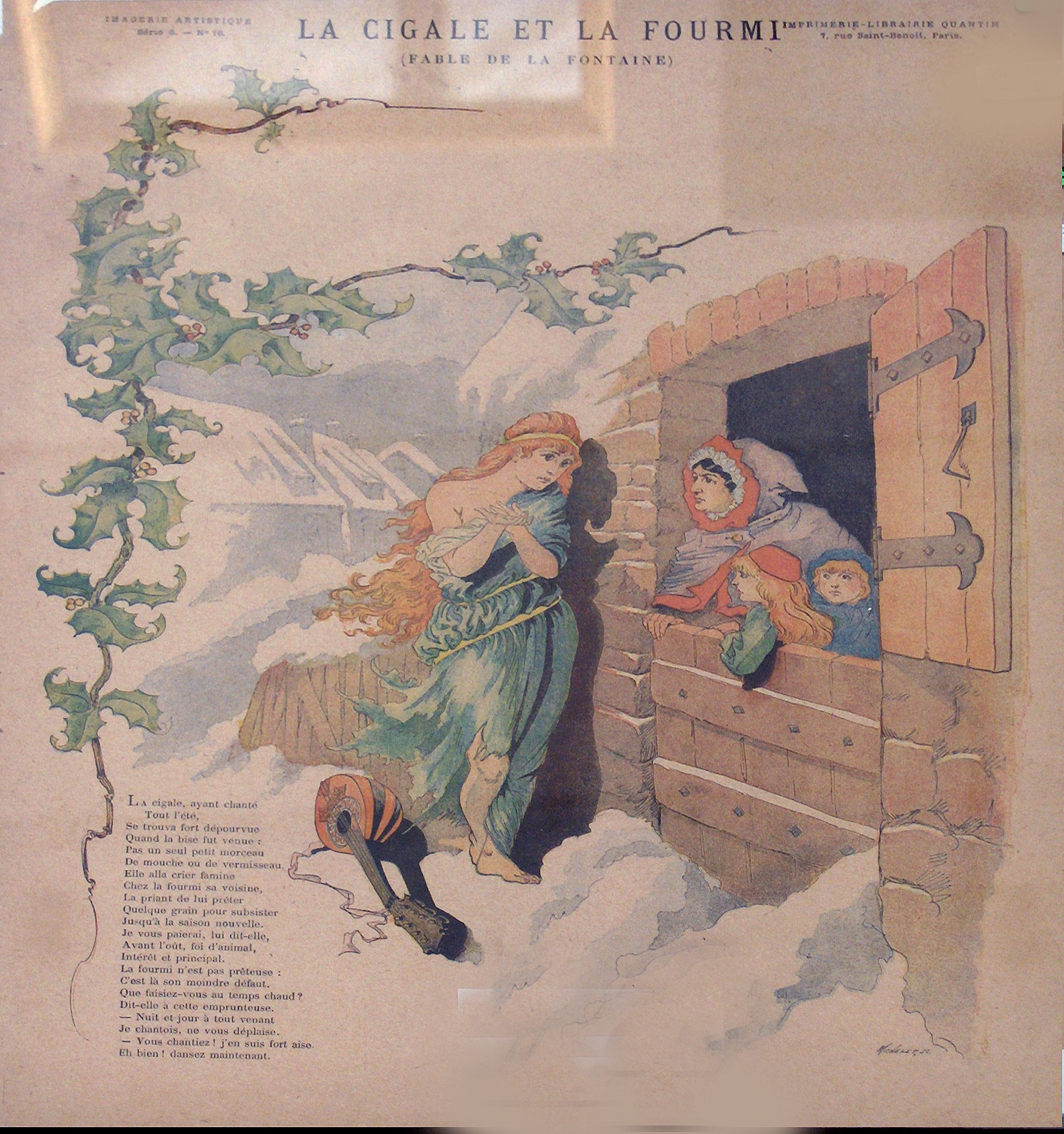
De krekel en de mieren

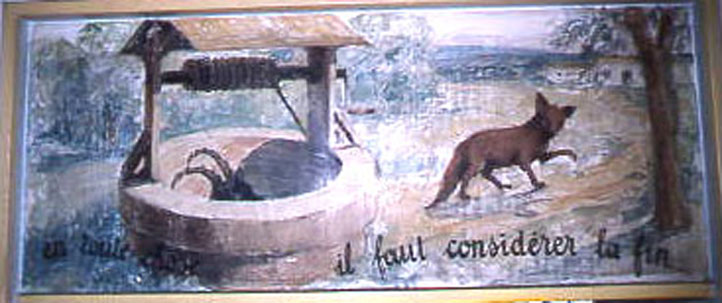
De vos en de bok

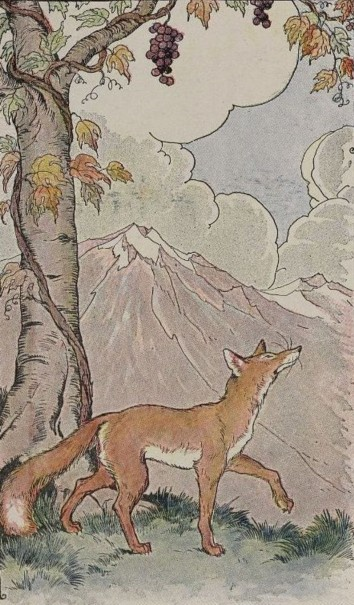
De vos en de druiven. Uit The Æsop for Children, tekening van Milo Winter

De fabels van Aesopus, vaak ook Aisopische fabels of Aesopica (Latijn) genoemd, is een verzameling van fabels die toegeschreven worden aan de Griekse dichter Aesopus (ook wel: Aisopos) (ca. 620-560 v.Chr.). Zijn verhalen zijn bekend om de dieren die zich gedragen als mensen (personificatie).
Aristoteles bericht van Aesopus dat hij een slaaf van Thracische oorsprong zou zijn. Mogelijkerwijze zijn veel van zijn dierfabels van Thracische herkomst.
In 1703 verscheen de eerste volledige vertaling van een aantal fabels. De fabels van de Romeinse dichter Phaedrus en van de 17e-eeuwse Franse dichter La Fontaine zijn voor een groot deel op de fabels van Aesopus gebaseerd. In Rusland is de bewerking van de 19e-eeuwse auteur Ivan Krylov heel beroemd. Ook een anonieme middeleeuwse Nederlandstalige auteur liet zich inspireren tot een bundel van fabels, genaamd Esopet.

## Enkele bekende Aisopische fabels

### De krekel en de mier (Τέττιξ καὶ μύρμηκες)
Het was winter en een hongerige krekel vroeg de mier, die bezig was zijn natgeworden graanvoorraad te drogen, om iets te eten. De mier vroeg waarom hij in de zomer geen voedselvoorraad had aangelegd zodat hij 's winters geen honger hoefde te lijden. De krekel antwoordde dat al zijn tijd opging aan het zingen. De mier lachte en zei: 'heb je 's zomers gezongen? Dan zul je 's winters dansen!'
Moraal: Wees ook in goede tijden voorbereid op slechtere tijden.

### De schildpad en de haas (Χελώνη καὶ λαγωός)
In de fabel over de haas en de schildpad houden de twee dieren een wedloop. De haas denkt makkelijk te zullen winnen en spant zich totaal niet in. Hij denkt zelfs onderweg gerust een dutje te kunnen doen, maar als hij wakker wordt, heeft de schildpad de finish al bereikt. Zo verliest de haas toch de wedstrijd.
De moraal van het verhaal is dat je nog zo getalenteerd kan zijn maar als je verblind bent door hoogmoed en anderen onderschat, kan je de wedstrijd toch nog verliezen.

### De vos en de bok (Ἀλώπηξ καὶ τράγος)
(een vrij letterlijke vertaling uit het Grieks)
Een bok daalde af, nadat hij in de zomer hevig dorst had gekregen, in een afgrond met steile randen, om water te drinken. Nadat hij had gedronken en verzadigd was, kon hij niet omhoog gaan en kreeg hij berouw en zocht hij een helper. Nadat een vos hem had gezien, riep hij: "O dwaas, indien jij zoveel hersenen had als haren in je baard, loerde jij, voordat jij naar beneden zou zijn gegaan, naar een weg omhoog."
Dit verhaal maakt duidelijk dat het nodig is, eerst vooruit te kijken voordat je handelt.

### De leeuw, de ezel en de vos (Λέων καὶ ὄνος καὶ ἀλώπηξ)
(een vrij letterlijke vertaling uit het Grieks)
Een leeuw, een ezel en een vos gingen, nadat ze een bondgenootschap hadden gesloten, op jacht. Nadat veel dieren gevangen werden, droeg de leeuw de ezel op hen onder hen te verdelen. Nadat deze de drie delen in gelijke stukken had gedaan, spoorde hij de anderen aan te kiezen. Toen werd de leeuw boos en at de ezel op. Daarna beval hij de vos te verdelen.
Nadat deze alles in een deel had opgestapeld, liet hij een klein stuk voor zichzelf over. De leeuw (zei) tegen hem: “Wie, o beste, leerde jou zo te verdelen?” Hij zei: “Het ongeluk van de ezel.”
Dit verhaal toont, volgens sommigen, dat het ongeluk van de naasten bij de mensen leidt tot matigheid. Men zou er echter ook de machiavellistische les in kunnen zien, dat de koppige, domme ezel denkt dat hij van een machtige onderhandelingspartner ongestraft een evenredig deel kan opeisen, terwijl de sluwe vos rekening houdt met het machtsverschil. En vervolgens dus ook niet het gewelddadige machtsmisbruik van de leeuw als reden geeft voor zijn eigen opportunisme, maar het 'ongeluk van de ezel', zodat hij niet alsnog de leeuw voor het hoofd stoot en wordt opgegeten.
Er is ook een variant op het verhaal. In deze variant stookte de vos de ezel op om tegen de leeuw te protesteren. De leeuw had toen de ezel opgegeten en had toen geen ruimte meer over voor het wild dat ze gevangen hadden en daarom kreeg de vos het wild.

### De vos en de druiven
Een hongerige vos zag een fraaie tros druiven hangen aan een lange wijnstok. Die zien er lekker rijp uit, dacht de vos. Hij ging op zijn twee poten staan om de druiven te grijpen, maar de tros hing te ver. De vos nam een aanloopje en sprong hoog in de lucht, maar nog kon hij de tros niet bereiken. Wat de vos ook probeerde, het lukte hem niet de druiven te pakken. Dus gaf hij op. De vos keerde zich om met de neus in de lucht en liep weg alsof het hem niks kon schelen. "Ik dacht dat die druiven rijp waren," zei hij tegen zichzelf, "maar nu zie ik dat ze toch zuur zijn."
Moraal van het verhaal: het is gemakkelijk om neer te kijken op wat je niet kunt krijgen. Zie ook: Cognitieve dissonantie.
Deze fabel is bekend in een gezegde. Men zegt "de druiven zijn zuur" als men iets versmaadt wat buiten bereik is. Merkwaardig is dat het gezegde vaak in de tegengestelde betekenis wordt gebruikt: men heeft verdriet omdat iets buiten bereik is.

### De jongen die wolf riep

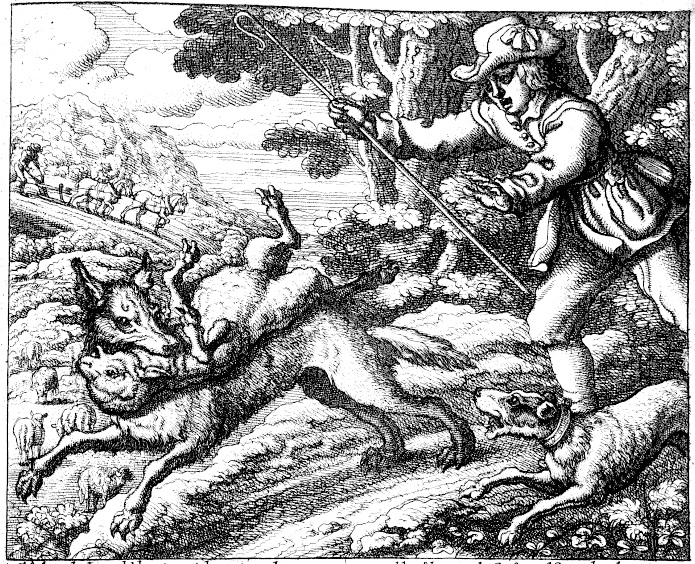
De pastoris puero et agricolis, een illustratie die Francis Barlow in 1687 maakte bij een vertaling van de fabels van Aesopus

Een zoon moest van zijn vader op de schapen passen en opletten of er geen hongerige wolf aan kwam. Als er een wolf kwam, dan moest hij "wolf" roepen. Maar de jongen was erg ondeugend en sloeg driemaal voor niets alarm. Uiteindelijk riep hij voor de vierde keer "wolf", maar zijn vader luisterde er niet meer naar. Tegen het vallen van de avond kwam de vader naar zijn schapen en zijn zoon kijken. Maar het enige wat hij zag, was een wolf met een dikke buik, en de strooien hoed van zijn zoon die uit zijn bek stak.
Moraal van het verhaal: sla niet zomaar alarm, anders gebeuren er ongelukken. De Engelse uitdrukking to cry wolf (in het Nederlands: loos alarm slaan) is op dit verhaal gebaseerd.

### De kikker en de os
Er was eens een kikker die een os zag. Hij wilde net zo groot zijn als de os en dus blies hij zichzelf op. Maar hij was nog steeds te klein. Hij blies zich steeds groter op tot hij uiteindelijk uit elkaar knalde.
Moraal van het verhaal: wie zich beter wil voordoen dan hij is, krijgt altijd problemen.

### De ezel en de wolf
Er waren eens een wolf en een ezel die vrienden waren. Echter was de wolf bang voor de ezel, want hij had twee gevaarlijk uitziende hoorns op zijn hoofd. Toen de wolf dat op een dag tegen de ezel zei, zei de ezel dat het geen hoorns waren, maar zijn oren. Toen viel de wolf de ezel aan en beet hem dood.
Moraal van het verhaal: als je vijand onwetend is, moet je hem onwetend laten.

### De leeuw en de muis
Er was eens een leeuw die tijdens een middagdutje door een muis werd gestoord. Hij wilde de muis opeten, maar de muis smeekte zijn leven te sparen en beloofde zijn leven ooit te redden. De leeuw lachte de muis uit en deze kroop vlug weg. Een paar dagen later kwam de leeuw in een net van stropers terecht. Het muisje kwam eraan en beet het net stuk zodat de leeuw bevrijd werd.
Moraal van het verhaal: zelfs een klein zwak diertje kan een groter sterker dier redden.

### Het konijn, de wezel en de kater
Er was eens een konijn dat naar zijn hol terugkeerde. Hij zag hoe de wezel zijn hol had ingepikt. Het konijn was kwaad en de wezel stelde voor om naar de oude kater te gaan, zodat die het probleem kon oplossen. Ze gingen beiden naar de oude kater en begonnen door elkaar te praten. De kater zei dat ze binnen in zijn hol moesten komen. In zijn hol besprong de kater de wezel en het konijn en loste zo het probleem op.

### Het paard en het hert
Er was eens een paard dat stond te grazen in het bos. Opeens kwam er een hert dat met zijn gewei het paard wegjoeg. Kwaad hierover vroeg het paard een mens om wraak te nemen op het hert. De mens kwam met pijl-en-boog en schoot het hert dood. Het paard dacht nu weer verder te kunnen grazen, maar de mens legde een strop om de hals van het dier en liet hem het dode hert mee naar zijn huis trekken.
Moraal: vergeld geen kwaad met kwaad en denk goed na met wie je in zee gaat.

### Het ijdele hert
Er was eens een hert dat zichzelf in het water bekeek. Hij vond zijn gewei er prachtig uitzien, maar zijn poten vond hij niet mooi. Hij had liever wat dikkere en kortere poten gehad. Opeens kwamen er jagers aan. Het hert ging ervandoor, maar kwam uiteindelijk met zijn gewei vast te zitten in de takken van een boom. De jagers haalden hem in en doodden hem.
Moraal: Datgeen wat het hert niet waardeerde redde hem in eerste instantie, dat wat hij wel waardeerde werd zijn ondergang. Schat de zaken dus op hun juiste waarde.

### De wolf en het lammetje
Er was eens een lammetje dat niet erg goed luisterde. Ze liep op een dag weg bij haar moeder omdat ze het bos wilde verkennen. Haar moeder had nog gezegd dat ze daar niet mocht komen, maar daar trok het lammetje zich niets van aan. In het bos kwam ze de wolf tegen die het lammetje uitnodigde in zijn hol. Het lammetje ging mee en de wolf at het lammetje op.
Moraal: Luister naar je ouders en ga niet zomaar met vreemden mee.

### De vos en de ooievaar
Er was eens een ooievaar die tegen haar vriendinnen de reiger en de lepelaar zei dat de vos niet uitgenodigd zou worden op het feest van de koning. De vos was daar erg beledigd over en hij besloot de ooievaar een lesje te leren. Hij nodigde de ooievaar bij hem uit om soep te eten. Echter had hij de soep in heel lage borden gedaan, waardoor de ooievaar er niet van kon eten. De volgende maand nodigde de ooievaar de vos uit om groenten bij haar te eten. Alleen had zij de groenten in flessen gestopt met een heel dunne hals waardoor de vos er niet uit kon eten.
Moraal: wie iemand een gemene streek levert, kan een gemene streek terug verwachten.

### Het meisje en de kruik met melk
Er was eens een meisje dat een kruik met melk had gevonden. Ze dacht erover na om de melk te verkopen en van het geld een kip te kopen, van de eieren van de kip zou ze een paar verkopen, de rest zou ze laten uitbroeden en zo een kippenfokkerij beginnen, vervolgens zou ze van het geld een koe kopen, de melk van de koe verkopen en van het geld een stier kopen en dan zou de koe kalveren krijgen en zou zij een groot huis kopen. Terwijl ze aan het dromen was, struikelde ze over een steen en liet de kruik met melk vallen. De melk stroomde op de grond.
Moraal: wie te veel droomt, krijgt vaak ongelukken.

### De bosmuis en de huismuis
Er waren eens twee muizen die elkaars beste vrienden waren. Alleen leefde de bosmuis buiten en de huismuis binnen. Toen de huismuis bij de bosmuis logeerde, klaagde hij steeds over de kou en ook dat er zo weinig eten was. Bij hem was het lekker warm en er was eten in overvloed. De bosmuis kwam toen bij de huismuis logeren. Het was bij de huismuis lekker warm en er was ook lekker veel eten, maar er was ook een kat en bovendien muizenvallen. De bosmuis vond het bij de huismuis veel te gevaarlijk en keerde terug naar het bos.
Moraal: Grote beloningen gaan gepaard met grote risico´s. Of: ieder zijn meug.

### De wolf en de kraanvogel
Er was eens een wolf die zich verslikt had in een botje uit een lamsbout. Hij rende kermend heen en weer op zoek naar iemand die hem kon helpen. "Ik zou alles willen geven als je me bevrijdt van dat bot", zei hij telkens. Een kraanvogel had medelijden met de wolf en wilde hem helpen. Hij haalde met zijn lange snavel het botje uit de keel van de wolf. "Kan ik nu mijn beloning krijgen?" vroeg de kraanvogel. Maar de wolf grijnsde en liet zijn tanden zien. "Wees blij", zei hij, "je hebt je kop in de muil van een wolf gestoken en hem er weer veilig uitgehaald; dat zou beloning genoeg voor je moeten zijn."
Moraal: wees voorzichtig met wie je zaken doet.

### De ezel en het everzwijn
Er was eens een ezel die van zijn baas, de molenaar, een paar dagen vakantie kreeg. De ezel ging daarom naar het bos, maar daar kreeg hij algauw ruzie met een everzwijn. Het everzwijn wilde de ezel niet in zijn bos hebben omdat deze voor de mensen werkte terwijl hij als everzwijn de koning van het bos was. Maar opeens hoorde het everzwijn een jager en hij rende doodsbang weg. De ezel kon blijven liggen, want de jager zou hem geen kwaad doen.
Moraal: kijk nooit neer op eenvoudige personen.

### De ezel in de leeuwenhuid
Er was eens een ezel die een leeuwenhuid vond in het bos. Hij trok de huid aan en maakte daarmee alle dieren aan het schrikken. Daarna ging hij naar een mensendorp en ook daar vluchtten de mensen weg. Later echter kwam er een groep zwaar gewapende mannen tevoorschijn om hem te vangen. De ezel dacht dat ze wel zouden vluchten als hij brulde en dat probeerde hij. Maar in plaats van te brullen, begon hij te balken. De mensen hadden toen door dat hij een ezel was in een leeuwenhuid en joegen hem weg.
Moraal: maak jezelf niet belachelijk door je anders voor te doen.
In De Kronieken van Narnia: Het laatste gevecht trekt een ezel eveneens een leeuwenhuid aan om andere dieren voor de gek te houden.

### De leeuw en de vos
Er was eens een leeuw die te oud was geworden om nog te gaan jagen. Hij bedacht daarom een slim plan. Hij deed net alsof hij doodziek was en spoedig zou sterven. Na een paar dagen lag hij uiterst onbeweeglijk in de grot. Veel dieren kwamen nieuwsgierig de grot in om te kijken of de leeuw echt dood was. Maar alle dieren werden in de grot door de leeuw verslonden. Alleen de vos liet zich niet in de grot lokken. Hij keek een tijdje op een veilige afstand naar de leeuw die onbeweeglijk lag en ging er toen vandoor. De leeuw begreep niet hoe de vos zijn list door had, maar de vos zei: "Ik heb de voetsporen van de dieren die voor mij kwamen gezien. Ze leiden allemaal naar de grot, maar geen enkel voetspoor leidt naar buiten".
Moraal: een gewaarschuwd mens telt voor twee.

### De leeuw en het everzwijn
Er waren eens een leeuw en een everzwijn die ruzie maakten over wie als eerst bij het meer zou gaan drinken. De leeuw gromde en het everzwijn snoof. Ze stonden klaar om elkaar te verscheuren. Maar op dat moment kwamen de gieren en de raven die toekeken en toen besloten ze het meer te delen.
Moraal: het is beter om compromissen te sluiten dan te vechten tot de dood erop volgt.

### De leeuwerik en de boer
Een leeuwerik had in het koren van een boerderij een nest gebouwd waar haar jongen in zaten. De moeder leerde haar jongen om goed te luisteren naar wat de boer zegt. Een keer was de leeuwerik een tijdje weg en toen ze terug kwam, vroeg ze haar jongen wat ze de boer hebben horen zeggen. De jongen zeiden dat de boer gezegd had dat hij morgen samen met zijn vrienden de oogst zal binnen halen. De moeder leeuwerik zei haar jongen dat ze zich geen zorgen hoeven te maken en dat ze best een dagje kunnen blijven. En dat gebeurde. Maar de volgende dag waren de jongen weer van slag. Ze zeiden dat ze de boer hebben horen zeggen dat zijn familie hem morgen zal komen helpen. En weer zei de moeder leeuwerik dat ze gewoon een dagje kunnen blijven. En ook toen bleek de leeuwerik gelijk te hebben. Maar de jongen waren weer niet rustig. Ze zeiden dat ze de boer hebben horen zeggen dat hij nu de buren gaat vragen om hem te helpen. De leeuwerik verzekerde haar jongen dat ze geen zorgen hoefde te maken. En weer blijkt ze gelijk te hebben. Maar toen haar jongen haar vertelden dat de boer ten slotte besloten had om zelf de oogst binnen te halen, zei de leeuwerik dat ze zo gauw mogelijk het nest moesten verlaten. En dat was verstandig, want de volgende morgen was de boer al bezig met het binnen halen van het koren.
Moraal: als je iets gedaan wil hebben, moet je het zelf doen.

### De boer en de ooievaar
Een ooievaar werd door een groep reigers gevraagd om samen met hen te gaan stelen bij de boer. Toen ze op zijn land waren, zaten ze vast met hun poten vast in de mazen van het vangnet van de boer. De ooievaar smeekte de boer om hem te sparen. Hij zei tegen de boer dat hij hem vaak geholpen heeft met het vangen van muizen en jonge konijnen die het op zijn oogst hadden voorzien. De boer zei tegen de ooievaar dat hij hem vaak geholpen heeft, maar ook dat hij hem willens en wetens samen met de reigers wilde bestelen. En dus hoort hij dezelfde straf te krijgen.
Moraal: je wordt beloond voor je goede daden, maar gestraft voor je slechte daden.

### De stier en de mug
Een mug was zo uitgeput van het vliegen dat hij ging uitrusten boven op de hoorn van een stier. Hij had dat niet in de gaten, maar eenmaal uitgerust besefte hij dat hij zomaar boven op een dier had gezeten. Hij verontschuldigde zich tegenover de stier, maar de stier zei hem dat hij niet eens door had dat de mug op zijn hoorn had gezeten.
Moraal: kleine lieden worden nauwelijks opgemerkt door grote lieden.

### De plataan
Twee reizigers hadden zo'n last van de zon dat ze onder de takken van een boom gingen liggen. Zo onder de koele schaduw zagen de reizigers dat het een plataan was waar geen enkele vrucht aan zit. De reizigers begonnen te mopperen dat die plataan maar waardeloos is. De plataan zei kwaad dat ze blij met hem moeten zijn omdat ze zonder hem niet eens schaduw hadden gehad. 
Moraal: wees dankbaar voor wat je wel krijgt in plaats van te klagen over wat je niet krijgt. 

### De vogels, de zoogdieren en de vleermuis
De vogels en de zoogdieren hadden elkaar de oorlog verklaard. Dat kwam doordat de vos een keer een fazant had gepakt, maar ook omdat de havik een keer een konijn had gegrepen. De vleermuizen daarentegen weigerden een kant te kiezen.
Toen ze zagen dat de vogels wonnen, beschouwden ze zich als vogels. Maar toen later leek dat de zoogdieren wonnen, verklaarden ze zich tot zoogdieren. Toen de oorlog voorbij was en de vogels en de zoogdieren vrede hadden gesloten, besloten zij gezamenlijk de vleermuizen te verdrijven waarna zij zich verscholen in een donkere grot en vlogen nog enkel 's nachts.
Moraal: wie van twee walletjes eet in de oorlog, moet in vredestijd ervoor boeten.

### De leeuw, de beer en de vos
Een beer had het voorzien op een fazant, maar net op dat moment kwam er een leeuw tevoorschijn die ook de fazant wilde hebben. De twee begonnen met elkaar te bekvechten en uiteindelijk met elkaar te vechten. Na het gevecht waren ze alle twee te moe en te gewond om nog iets te doen. Op dat moment kwam er een vos die al de hele tijd had zitten toekijken tevoorschijn en nam de fazant mee, terwijl de beer en de leeuw woedend toekeken.
Moraal: als twee mensen met elkaar gaan vechten om iets te krijgen, loopt een derde ermee weg. 

### De wolf en het lammetje
Er was een wolf dat een lammetje vond en wilde opeten. Het lammetje blaadde dat de wolf een lafaard was om een zwak en hulpeloos dier op te eten. De wolf bedacht een excuus. Hij zei dat het lammetje het beekje met modder had bevuild en dus gestraft moet worden. Het lammetje zei dat hij niet onder de modder zit en dus het beekje niet bevuild kan hebben. De wolf bedacht daarom een ander excuus. Hij zei dat het lammetje vorig jaar leugens over hem en zijn familie had verteld. Het lammetje zei daarop dat hij nog geen jaar oud is, dus vorig jaar er niet eens was. De wolf zei dat het zijn broer was. Het lammetje zei dat hij geen broers heeft. De wolf zei dat het iemand anders was geweest en dat was reden genoeg om hem te doden. En hij at het lammetje op.
Moraal: het recht van de sterkste geldt altijd.

### De kikkers en hun koning
De kikkers vonden dat ze te veel vrijheid hadden waardoor er geen orde heerste. Daarom besloten ze een koning te kiezen. Ze kwaakten naar God om hen een koning te sturen. God dacht dat hij de kikkers zoet kon houden door ze een blok hout te sturen als koning. Eerst waren de kikkers onder de indruk van het machtige blok hout. Maar ze merkte algauw dat het blok hout niet hard genoeg optrad. Ze kwaakten naar God om een harde koning en God zond ze toen een reiger die een harde koning bleek. Hij at de ongehoorzame kikkers op. De kikkers waren hier zo verschrikt over dat ze weer kwaakten naar God dat hij hen een wrede koning had gestuurd. God zei tegen de kikkers dat ze een koning wilden en kregen, maar er niet tevreden over waren omdat hij niet hard genoeg optrad en dus had hij de kikkers een koning gestuurd die wel hard op trad en nog zijn ze niet tevreden.
Moraal: denk altijd goed na wat je wenst.

### De leeuw en de ezel
Er was een leeuw die zoveel angst en ontzag bij de andere dieren inboezemde dat ieder dier voor hem aan de kant ging.
Maar de ezel was niet bang voor de leeuw en daagde hem uit door hard te balken. De leeuw draaide zich om om te zien wie er zo brutaal was hem uit te dagen. Toen hij de ezel zag, haalde hij zijn schouders op en liep verder.
Moraal: een brutale dwaas maakt geen indruk op edele lieden. 

### Het schaap en het varken
Er was eens een varken die zich bij een schaap voegde. Hij werd echter ontdekt door de herder die hem pakte.
Het varken begon meteen luidkeels te gillen. Het schaap keek op en vroeg aan het varken waarom hij zich zo aanstelde. De herder pakt hem ook wel eens op, maar hij gaat dan niet gillen. Het varken zei dat als de herder een schaap pakt hij alleen zijn wol wil hebben. Maar wanneer de herder een varken pakt, wil hij zijn vlees.
Moraal: het is makkelijker je waardigheid te bewaren als er geen gevaar dreigt.

### De reizigers en de geldbuidel
Twee reizigers vonden samen een geldbuidel. De eerste stelde voor om het geld te delen. Maar de tweede wilde alles zelf houden. Toen kwam een boze menigte die op zoek was naar de dief van de geldbuidel. Meteen riep de eerste reiziger dat ze de tweede reiziger moesten hebben. De menigte ging achter de tweede reiziger aan. De tweede reiziger riep tegen de eerste reiziger dat hij een schurk was. De eerste reiziger zei dat als hij alle geluk wil hebben, hij ook alle pech moet accepteren.
Moraal: eerlijk alles delen.

### De kat en de muizen
Er was eens een muizenfamilie die heel erg veel last had van een kat. Ze zaten te bedenken hoe ze van de kat af konden komen. Een muis had een idee. Hij stelde voor om een halsband met belletjes om de nek van de kat te doen zodat de muizen al van verre de kat kunnen horen aan komen. De muizen waren heel enthousiast tot een van de muizen vroeg wie dan de halsband om de nek van de kat moet doen.
Moraal: ideeën uitvoeren is soms moeilijker dan ze bedenken.

### De jonge krab en zijn moeder
Er was eens een deftige moederkrab die zich ergerde aan de manier hoe haar zoon liep, altijd maar zijwaarts. Ze zei tegen haar zoon dat krabben van hoge geboortes zich moeten onderscheiden van gewone krabben en dus recht vooruit moesten lopen. De zoon zei tegen zijn moeder dat hij dat meteen zal doen als zijn moeder hem liet zien hoe dat moest.
Toen de moederkrab dat probeerde, struikelde ze.
Moraal: geef geen kritiek op anderen als je het zelf niet beter kan.

### De pad en de schorpioen
Er was eens een schorpioen die boven op een boomstam zat midden in de vijver. Hij kon niet zwemmen. Toen hij een pad zag, vroeg hij aan de pad of deze hem naar de overkant wilde brengen. De pad zei dat hij hem vast zal steken. De schorpioen verzekerde de pad dat hij dat niet zal doen, want hij had de pad immers nodig om naar de overkant te gaan.
De pad bedacht dat de schorpioen gelijk had. Hij nam het dier op zijn rug om hem naar de overkant te brengen. Maar nog voor ze de overkant hadden bereikt, stak de schorpioen de pad. De pad, die verlamd raakte, vroeg aan de schorpioen hoe hij zo dom kon zijn om hem te steken als hij wist dat hij zodoende zal verdrinken. De schorpioen antwoordde dat steken gewoon in zijn aard zit.
Moraal: sommige dingen veranderen nooit.

### De dappere haas
Er was eens een haas die tegenover een konijn liep op te scheppen dat hij nergens bang voor is. Het konijn daagde hem uit door te zeggen dat hij naar de boerderij moet gaan om daar het bot van de hond te stelen. De haas nam de uitdaging aan. Hij ging naar het boerderij en zag dat de hond sliep. Hij pakte het bot en rende ermee weg. Bij het konijn liet hij het bot zien. Vervolgens begon hij nog meer over zichzelf op te scheppen. Maar toen hij in de verte hard geblaf hoorde, rende hij ervandoor. 
Moraal: wie zegt: "ik ken geen angst", is vaak nog het bangst.

### De kikker en de muis
Er was eens een kikker die zo sierlijk zwom dat een muis daar jaloers op werd. De kikker wilde hem wel leren zwemmen.
De muis ging het water in en trappelde met zijn poten. Hierdoor trok hij de aandacht van de ooievaar die verderop stond. De kikker had de muis het water in gelokt om hem aan de ooievaar te voeren terwijl hij zelf kon ontsnappen. Echter had de kikker niet op de staart van de muis gerekend waar hij met zijn rechterpoot in verstrikt raakte. De ooievaar hapte naar de muis en at de kikker erbij op.
Moraal: wie een kuil graaft voor een ander, valt er zelf in.

### De hanen en de adelaar
Er waren eens twee hanen die met elkaar vochten om wie er bovenop de mesthoop mocht kraaien. Na een tijdje kroop de verliezer zwaar gewond weg en de overwinnaar ging trots op de mesthoop zitten en kraaide zijn overwinning uit. Op dat moment kwam een adelaar naar beneden en greep de haan van de mesthoop. De verslagen haan die dit zag gebeuren, nam onmiddellijk de plaats op de mesthoop in en kraaide toen.
Moraal: hoogmoed komt voor de val. 

### De muilezel
Er was eens een muilezel dat graag over zichzelf opschepte. Hij dacht dat hij best bij de paarden in de stal kon staan omdat zijn moeder een luxepaard was. De paarden in de stal keken boos naar de muilezel en vroegen hem hoe hij zo brutaal kon zijn om in hun stal te komen. De muilezel zei dat zijn moeder een luxepaard was. Maar toen de paarden hem vroegen wat zijn vader was, schrok de muilezel en in plaats van het te vertellen, liep hij beschaamd uit de stal.
Moraal: de waarheid heeft twee kanten. Leer ze allebei kennen.

### De leeuw en de vos
Er was eens een leeuw die samen met een vos een verbond sloot. De vos zou de prooi opsporen en opjagen naar de leeuw toe, inruil voor een poot van het dier. Op een dag bedacht de vos dat hij een even goede jager was als zijn meester de leeuw. Daarom verliet hij de leeuw en ging in zijn eentje jagen. Hij zag een ezel grazen en besloot hem te pakken. De ezel echter schopte tegen de vos die dood op de grond viel.
Moraal: ken je plaats in het leven.

### De beer en de vos
Er waren eens een vos en een beer die met elkaar spraken. De beer wees op zijn respect voor zijn naasten door te zeggen dat hij de doden met rust laat. De vos die niet van gisteren was, zei dat hij meer onder de indruk zou zijn 
van zijn goedheid als de beer evenveel respect toonde voor de levenden. 
Moraal: je moet nooit wachten op iemands dood om je respect voor hem te tonen. 

### De boer en de kip
Er was eens een boer die een kip had die elke dag twee eieren legde nadat ze was gevoerd. De boer dacht dat als hij haar twee keer zoveel zou voeren hij vier eieren per dag kon verkopen. Hij gaf de kip twee keer zoveel voer waardoor deze dikker werd en dus ook luier. De kip gaf geen eieren meer en de boer had dus verlies gedraaid.
Moraal: vertrouw nooit te veel op statistieken.

### De havik en de duiven
Er was eens een havik die het voorzien had op een groep duiven. Maar hoe hij ook probeerde, geen enkele aanval had succes. Hij bedacht daarom een sluw plan. Hij zei tegen de duiven dat hij hen kan beschermen tegen aanvallen van andere roofdieren. Inruil ervoor wilde hij hun koning zijn. De duiven gingen daarmee akkoord. Eenmaal in hun midden, zei de havik dat hij voor die bescherming elke dag een duif wilde pakken. De duiven beseften toen pas dat ze door de havik voor de gek waren gehouden. 
Moraal: soms is het medicijn erger dan de ziekte. 

### De leeuw en de krokodil
Er waren eens een leeuw en een krokodil die beiden koningen waren. De leeuw was koning van het land en de krokodil van het water. De leeuw wilde met de krokodil een bondgenootschap sluiten. De krokodil ging akkoord. Op een dag werd de leeuw bedreigd door een giraffe die door had hoe zwak de leeuw was. De leeuw vroeg de krokodil om hulp, maar de krokodil kwam niet. De leeuw werd van de troon gestoten en boos zei hij tegen de krokodil dat hij hem heeft verraden. De krokodil zei dat het niet zijn schuld was, de leeuw had moeten weten dat een krokodil zich op het land niet goed kan voortbewegen.
Moraal: er bestaat een grens met wat je met macht kunt bereiken.

### De ezel en zijn last
Er was een molenaar die een ezel had die hij grote zakken meel liet dragen om het te verkopen aan de bakker. De ezel vond het helemaal niet leuk om zulke zware zakken te dragen. Onderweg moesten ze een meer oversteken. De ezel struikelde en door een scheur in de zak, verloor de molenaar al het meel in het meer. De ezel merkte nu dat zijn last heel wat lichter was. Toen de molenaar zijn ezel opnieuw een grote zware zak meel liet dragen, deed de ezel bij het meer net of hij struikelde en maakte opzettelijk een gat in de zak zodat al het meel eruit viel. Maar de molenaar had dat door en besloot de ezel te straffen. De volgende dag liet hij de ezel een zak vol sponzen dragen die ook tamelijk zwaar was. De ezel maakte bij het meer een gat in de zak, deed net of hij struikelde, maar de zak werd niet lichter. Integendeel, het was opeens twee keer zo zwaar als eerst. 
Moraal: je moet je plan aanpassen aan de omstandigheden. 

### De ezel en zijn meester
Er was eens een man die samen met zijn ezel liep. Op een gegeven moment kwamen ze bij een klif aan en de domme ezel dacht dat ze sneller beneden kwamen als ze over de klif sprongen. Hij wilde gaan springen, tot zijn meester hem tegenhield door aan zijn teugels te trekken. De koppige ezel trok hard terug en de man besefte dat hij niet kon winnen van de koppigheid van de ezel en dat hij de verstandigste moest zijn. Hij liet de teugels los en de ezel sprong van de klif zijn dood tegemoet.
Moraal: zij die liever eigenwijs dan wijs zijn, gaan ten onder.

### De weduwe en het schaap
Er was eens een weduwe wier man, een herder, was gestorven. Het enige wat zij had was een schaap. Op een dag besloot ze zelf het schaap te scheren. Dit deed ze om de kosten te besparen. Ze sleep het mes en ging toen het schaap scheren. 
Dat deed ze echter zo onhandig dat ze per ongeluk in het vlees van de schaap sneed. Het schaap blaatte van de pijn.
Het arme dier vroeg aan de weduwe waarom ze het scheren niet over liet aan een echte schapenscheerder. Het kost misschien een paar centen, maar zo had ze wel wol dat niet door bloed wordt bedorven.
Moraal: wie niet wil betalen voor kwaliteit, krijgt die ook niet.

### De jager en de leeuw
Er waren eens een jager en een leeuw die ruzie maakten over wie nu de sterkste was. Op het moment dat de leeuw dreigde aan te vallen en de jager met zijn geweer dreigde te schieten, zagen ze een standbeeld met een jager die een leeuw doodde. De jager zei dat dat standbeeld het bewijs is dat jagers sterker zijn dan leeuwen. De leeuw was er niet van onder de indruk. Hij zei dat als leeuwen konden beeldhouwen je ook standbeelden zou zien waarin de leeuw de jager doodde.
Moraal: de waarheid wordt bepaald door de machthebbers. 

### De kraai en de zwaluw
De kraai en de zwaluw maakten ruzie over wiens verenkleed het beste is. De zwaluw zegt dat het zijne het mooist is.
De kraai zegt dat zijn veren niet kleurrijk zijn, maar ze beschermen hem wel in de winter tegen de kou, terwijl de zwaluw in de winter zal doodvriezen.
Moraal: nuttige dingen zijn belangrijker dan mooie dingen.

### De mol en haar zoon
Er was eens een mol die de wijde wereld wilde intrekken. Zijn moeder zei dat het dom was omdat hij blind is.
Haar zoontje zei dat hij goed kan ruiken. Daarop wreef de moeder een steen onder bosbessensap en vroeg aan haar zoon wat dit was. De zoon rook eraan en zei dat het een bosbes was en beet erin. Meteen had hij pijn aan zijn tanden.
Moraal: schep niet te veel op over je vaardigheden, want alles heeft een grens.

### De ezel, de aap en de mol
Er waren eens een ezel en een aap die luid klaagden over hun uiterlijk. De ezel klaagde dat hij zo'n dom gezicht heeft. De aap klaagde over zijn blote achterwerk. Er kwam een mol uit de grond die zei dat ze moesten ophouden met klagen. Ze zijn misschien niet moeders mooiste, maar zij zijn tenminste niet blind.
Moraal: wees blij met wat je hebt in plaats van te klagen over wat je niet hebt. 

### De vos en de houtvester
Er was eens een vos die op de vlucht was voor de jager. Hij vroeg aan een houtvester of hij bij hem mocht schuilen.
De houtvester zei dat hij het goed vond. Later kwam de jager bij de houtvester en vroeg of hij de vos had gezien.
De houtvester zei van niet, maar wees tegelijk over zijn schouder heen naar zijn huis terwijl hij knipoogde. De jager had zijn gebaar niet begrepen en reed verder. De vos ging er vlug vandoor zonder iets tegen de houtvester te zeggen. 
De houtvester zei tegen de vos dat hij ondankbaar was door zonder iets te zeggen ervandoor te gaan en dat terwijl hij zijn leven aan hem had te danken. De vos zelf zei dat hij zijn leven had te danken het feit dat de jager het gebaar van de houtvester niet had begrepen. Als het aan de houtvester had gelegen, had de jager de vos gedood.
Moraal: soms kun je zelfs met een klein gebaar grote misdaden begaan.

### De aap, de wolf en de vos
De wolf klaagde de vos aan bij de aap. De vos had van hem een kip gestolen. Waarop de aap aan de wolf vroeg of die kip echt van hem was. De wolf zei dat hij het eerlijk had gegrepen van de boer. De aap oordeelde de vos onschuldig. Want onrechtmatig bezit van een ander stelen is geen misdaad.
Moraal: wie zich niet aan de wet houdt, kan daar ook geen beroep op doen.

### De duif en de kraai
Er was eens een duif in een gouden kooi die tegen haar kuikens zei dat ze in een fraaie kooi wonen en elke dag worden gevoed door hun knechten, de mensen. Een zwarte kraai die dit hoorde, zei tegen de duif dat ze onzin uitkraamt. 
Niet de mensen zijn haar knechten, maar zij is het bezit van de mensen. Die hebben haar toestemming niet nodig om uit hun huis te gaan.
Moraal: vrijheid is meer waard dan geborgenheid.

### De zwaluw, de ekster en het gerechtsgebouw
Er was eens een zwaluw die drie eitjes had gelegd in haar nest vlak bij het gerechtsgebouw. Ze ging even weg en toen kwam er een ekster aangevlogen die haar eieren opat. Toen de zwaluw terugkwam, zag ze dat haar eitjes waren opgegeten. Ze begon hard te huilen. Een ander zwaluw troostte haar door te zeggen dat haar eitjes vorige week ook waren opgegeten door de ekster. De zwaluw zei dat ze niet daarom huilde, maar om het feit dat haar onrecht werd aangedaan, hoewel ze haar nest bij het gerechtsgebouw had gebouwd.
Moraal: gerechtigheid is wispelturig.

### De geit en de boer
Er was eens een geit die op de vlucht was geslagen voor de wolf. Hij vroeg de boer om zijn leven te redden.
De boer verborg de geit in de schuur. Toen de wolf weg was, ging de boer de schuur in. Daar zag hij hoe de geit alle sla had opgegeten. Die avond at de boer de geit op.
Moraal: ondankbaarheid wordt bestraft.

### De ezel en de geit
Er was eens een molenaar die een geit en een ezel had. Omdat de ezel altijd hard moest werken, kreeg hij een hoop te eten. Dit maakte de geit jaloers op de ezel. Toen ze van de molenaar hoorde dat hij de ezel zal doden als deze ziek is, kreeg de geit een gemeen plannetje. Hij zei tegen de ezel dat hij morgen net moest doen alsof hij ziek is waardoor hij niet hoefde te werken. Dat leek de ezel wel wat. De volgende dag deed hij alsof hij ziek was. De molenaar wilde de ezel doden, maar toen herinnerde hij zich hoe zijn vader vroeger zijn ezel had beter gemaakt door geitenvlees op de borst van de ezel te wrijven. De molenaar doodde de geit en legde zijn vlees op de borst van de ezel.
Moraal: pas op voor jaloezie.

### De vos zonder staart
Er was eens een vos die met zijn staart vast kwam te zitten in een klem. Om zichzelf te bevrijden, moest hij zich ontdoen van zijn staart. Daar kreeg hij algauw spijt van, want zonder staart zal hij vast door de andere vossen worden uitgelachen. Daarop riep hij alle vossen bijeen en zei tegen de vossen hoe verstandig het is om hun staart af te hakken.
Hij beweerde dat mensen jacht op hun maken omwille van hun staart. En hij stelt voor om te stemmen over het couperen van de vossenstaart. Tot zijn verbazing kozen alle vossen massaal tegen. Toen de vos vroeg waarom ze niet willen, zei een der vossen dat hij zich moest omdraaien om het antwoord te weten. De vos zonder staart draaide zich om en toen alle andere vossen het uitgilden van de lach, begreep hij dat de vossen liever dood zijn dan belachelijk.
Moraal: luister niet naar mensen die jou tot hun niveau willen verlagen.

### De vrek en zijn goud
Er was eens een vrek die een klomp goud bezat. Hij begroef het tussen de wortels van een oude eik, maar ieder avond voor hij ging slapen, groef hij het goud op om het te bewonderen. Op een avond echter merkte hij tot zijn schrik dat zijn goud is gestolen. Hij jammerde en een boer die langs kwam, vroeg wat er aan de hand was. De vrek vertelde hem over zijn klomp goud. De boer gaf de vrek een steen en zei dat hij dit moest begraven en voortaan ieder avond moet bewonderen. 
Moraal: geld moet rollen.

### De opschepperige pad
Er was eens een pad die aan alle dieren vertelde dat hij een geweldige dokter was die alles en iedereen kon genezen.
De vos die dit hoorde zei: "Meneer pad, als u werkelijk alles en iedereen kunt genezen, hoe komt het dan dat uzelf er nog altijd zo onder de wratten zit?"
Moraal: een echte dokter zorgt even goed voor zichzelf als voor anderen.

### De beer en de reizigers
Er waren eens twee reizigers die hun tent sloegen in het bos. Midden in de nacht komt een beer naar ze toe.
De eerste reiziger klom in de boom, terwijl de tweede reiziger niets beters wist te verzinnen dan zichzelf dood te houden. De beer kwam bij de tweede reiziger, kwam met zijn snuit bij het oor van de man en ging na een minuut weer weg.
De eerste reiziger klom uit de boom en vroeg aan de tweede wat de beer in zijn oor had gezegd. De tweede reiziger zei dat de beer zei dat hij voortaan zijn vrienden beter moet leren uitkiezen.
Moraal: in nood leert men vrienden kennen.

### De leeuw, de wolf en de vos
Er was eens een leeuw die dodelijk ziek was. Alle onderdanen kwamen om afscheid van hem te nemen. Alleen de vos had de leeuw nog niet gezien. De wolf zei tegen de leeuw dat het de vos niet kon schelen dat hij dood gaat. De vos die er net aan kwam, hoorde wat de wolf de leeuw had wijs gemaakt en kwam met gebogen kop naar de leeuw, die begon te grommen. De vos maakte de leeuw wijs dat hij zo laat was omdat hij naar een geneesmiddel tegen zijn dodelijke ziekte had gezocht en gevonden. Hij zei tegen de leeuw dat hij de huid van een wolf moet dragen en dat hij over een maand weer beter zal zijn. De leeuw die eerst nog de vos wilde aanvallen, viel nu de wolf aan, vilde hem en droeg een hele maand diens vel. Uiteraard stierf hij binnen twee weken.
Moraal: een samenzwering kan zich tegen je keren.

## Uitgaven
- E. Chambry, Esope, Fables, 2 dln., Parijs, 1960 (Grieks met Franse vertaling)
- A. Hausrath, H. Haas en H. Hunger, Corpus fabularum Aesopicarum, Leipzig, 1957-59

## Nederlandse vertalingen
- Aisopos' fabels. Keuze uit zijn werk, ingeleid, vertaald en toegelicht door Bert Van Bilsen, 1956, OCLC 64207402
- Aesopus. Alle fabels, vertaald uit het Grieks door de Stichting School voor filosofie, 1979, ISBN 9789060302637
- Aisopos. Fabels, vert. Hein van Dolen, 1997
- Het leven en de fabels van Esopus, tweetalige editie Middelnederlands-Nederlands, met Dye hystorien ende fabulen van Esopus van Gheraert Leeu (1485), vertaald en becommentarieerd door Hans Rijns en Willem van Bentum, 2016, ISBN 9789087045678